# Coupe de France (vrouwenbasketbal)
De Coupe de France is een Franse bokaal in het damesbasketbal die in 1957 voor het eerst werd georganiseerd door de FFBB. De naam Coupe de France wordt in Frankrijk in meerdere takken van sport uitgereikt aan de winnaars van de nationale bekertoernooien en is ook de benaming voor deze toernooien zelf. 

## Verschillende namen
- 1956-1960: Coupe de France
- 1981-1985: Coupe de Printemps
- 1985-1989: Coupe Danielle Peter
- 1995-heden: Trophée Joë Jaunay

## Winnaars Coupe de France
| Jaar      | Plaats                                                                      | Winnaar                                                                     | Uitslag                                                                     | Tegenstander                                                                |
| --------- | --------------------------------------------------------------------------- | --------------------------------------------------------------------------- | --------------------------------------------------------------------------- | --------------------------------------------------------------------------- |
| 1957      |                                                                             | AS Montferrandaise                                                          | 61 - 33                                                                     | Amicale Bucaille                                                            |
| 1958      |                                                                             | AS Montferrandaise                                                          | 46 - 27                                                                     | Olympique de Marseille                                                      |
| 1959      | niet gehouden                                                               | niet gehouden                                                               | niet gehouden                                                               | niet gehouden                                                               |
| 1960      |                                                                             | FC Lyon Basket féminin                                                      | 40 - 35                                                                     | Paris UC                                                                    |
| 1961-1981 | niet gehouden                                                               | niet gehouden                                                               | niet gehouden                                                               | niet gehouden                                                               |
| 1982      |                                                                             | Stade français Paris                                                        | 74 - 73                                                                     | Asnières Sports                                                             |
| 1983      |                                                                             | Stade français Paris                                                        | 86 - 62                                                                     | AS Montferrandaise                                                          |
| 1984      |                                                                             | Racing Paris                                                                | 63 - 61                                                                     | Stade français Paris                                                        |
| 1985      |                                                                             | Stade français Paris                                                        | 73 - 71                                                                     | Versailles BC                                                               |
| 1986      |                                                                             | Nice Sports                                                                 | 80 - 76                                                                     | BAC Mirande                                                                 |
| 1987      |                                                                             | AS Montferrandaise                                                          | 86 - 82                                                                     | Challes-les-Eaux Basket                                                     |
| 1988      |                                                                             | Challes-les-Eaux Basket                                                     | 94 - 73                                                                     | AS Roquebrune CM                                                            |
| 1989      |                                                                             | Stade clermontois                                                           | 81 - 76                                                                     | AS Montferrandaise                                                          |
| 1990-1995 | niet gehouden                                                               | niet gehouden                                                               | niet gehouden                                                               | niet gehouden                                                               |
| 1996      |                                                                             | Tarbes Gespe Bigorre                                                        | 70 - 59                                                                     | ASPTT Aix-en-Provence                                                       |
| 1997      |                                                                             | Tarbes Gespe Bigorre                                                        | 63 - 60                                                                     | Waïti Bordeaux                                                              |
| 1998      |                                                                             | Tarbes Gespe Bigorre                                                        | 74 - 52                                                                     | Waïti Bordeaux                                                              |
| 1999      |                                                                             | USO Mondeville                                                              | 92 - 74                                                                     | Toulouse Launaguet                                                          |
| 2000      |                                                                             | ASPTT Aix-en-Provence                                                       | 51 - 48                                                                     | USV Olympic                                                                 |
| 2001      |                                                                             | USV Olympic                                                                 | 86 - 63                                                                     | ASPTT Aix-en-Provence                                                       |
| 2002      |                                                                             | USV Olympic                                                                 | 73 - 70                                                                     | CJM Bourges Basket                                                          |
| 2003      |                                                                             | USV Olympic                                                                 | 100 - 68                                                                    | ESBVA-LM                                                                    |
| 2004      |                                                                             | USV Olympic                                                                 | 74 - 60                                                                     | USO Mondeville                                                              |
| 2005      |                                                                             | CJM Bourges Basket                                                          | 74 - 49                                                                     | USV Olympic                                                                 |
| 2006      |                                                                             | CJM Bourges Basket                                                          | 61 - 56                                                                     | USV Olympic                                                                 |
| 2007      |                                                                             | USV Olympic                                                                 | 72 - 51                                                                     | CJM Bourges Basket                                                          |
| 2008      |                                                                             | CJM Bourges Basket                                                          | 63 - 51                                                                     | ESBVA-LM                                                                    |
| 2009      |                                                                             | CJM Bourges Basket                                                          | 68 - 63                                                                     | Tarbes Gespe Bigorre                                                        |
| 2010      |                                                                             | CJM Bourges Basket                                                          | 67 - 62                                                                     | Tarbes Gespe Bigorre                                                        |
| 2011      | Parijs                                                                      | Lattes Montpellier                                                          | 63 - 54                                                                     | USO Mondeville                                                              |
| 2012      | Parijs                                                                      | Arras Pays d'Artois BF                                                      | 64 - 58                                                                     | Tango Bourges Basket                                                        |
| 2013      | Parijs                                                                      | Lattes Montpellier                                                          | 67 - 64                                                                     | Nantes Rezé Basket                                                          |
| 2014      | Parijs                                                                      | Tango Bourges Basket                                                        | 57 - 48                                                                     | ESBVA-LM                                                                    |
| 2015      | Parijs                                                                      | Lattes Montpellier                                                          | 76 - 69                                                                     | Tango Bourges Basket                                                        |
| 2016      | Parijs                                                                      | Lattes Montpellier                                                          | 68 - 57                                                                     | Tango Bourges Basket                                                        |
| 2017      | Parijs                                                                      | Tango Bourges Basket                                                        | 75 - 65                                                                     | Flammes Carolo Basket Ardennes                                              |
| 2018      | Parijs                                                                      | Tango Bourges Basket                                                        | 82 - 70                                                                     | Flammes Carolo Basket Ardennes                                              |
| 2019      | Parijs                                                                      | Tango Bourges Basket                                                        | 76 - 58                                                                     | Flammes Carolo Basket Ardennes                                              |
| 2020      | competitie gestaakt en later definitief beëindigd vanwege de Coronapandemie | competitie gestaakt en later definitief beëindigd vanwege de Coronapandemie | competitie gestaakt en later definitief beëindigd vanwege de Coronapandemie | competitie gestaakt en later definitief beëindigd vanwege de Coronapandemie |
| 2021      | Parijs                                                                      | Lattes Montpellier                                                          | 75 - 74                                                                     | Flammes Carolo Basket Ardennes                                              |
| 2022      | Parijs                                                                      | Basket Landes                                                               | 91 - 88 (OT)                                                                | Tango Bourges Basket                                                        |
| 2023      | Parijs                                                                      | Basket Landes                                                               | 71 - 64                                                                     | LDLC ASVEL féminin                                                          |
| 2024      | Parijs                                                                      | Tango Bourges Basket                                                        | 76 - 63                                                                     | Basket Landes                                                               |
| 2025      | Parijs                                                                      | Flammes Carolo Basket Ardennes                                              | 70 - 67                                                                     | Tango Bourges Basket                                                        |